# Киселёв, Василий Иосифович
Василий Иосифович Киселёв (1907-1944) — лейтенант Рабоче-крестьянской Красной Армии, участник Великой Отечественной войны, Герой Советского Союза (1945).

## Биография
Василий Киселёв родился в 1907 году в деревне Кузнецовка (ныне — Себежский район Псковской области). Окончил восемь классов школы. Проживал и работал в городе Коммунарске (ныне — Луганская область Украины). В 1941 году Киселёв был призван на службу в Рабоче-крестьянскую Красную Армию. С августа 1942 года — на фронтах Великой Отечественной войны. К августу 1944 года гвардии лейтенант Василий Киселёв командовал огневым взводом 34-го гвардейского стрелкового полка 13-й гвардейской стрелковой дивизии 5-й гвардейской армии 1-го Украинского фронта. Отличился во время боёв на Сандомирском плацдарме.
14 августа 1944 года взвод Киселёва участвовал в отражении немецких контратак около населённого пункта Стопница в 6 километрах к юго-востоку от города Буско Здруй, уничтожил танк и большое количество пехоты противника. Когда из строя вышли расчёты двух орудий взвода выбыли из строя, Киселёв сам встал к одному из них, подбив немецкий бронетранспортёр. 17 августа 1944 года Киселёв погиб в бою. Похоронен в селе Клемпье в 6 километрах к востоку от Стопницы.
Указом Президиума Верховного Совета СССР от 21 февраля 1945 года гвардии лейтенант Василий Киселёв посмертно был удостоен высокого звания Героя Советского Союза. Также был награждён орденами Ленина, Отечественной войны 1-й степени и Красной Звезды.